# Thunnus tonggol
Thunnus tonggol Bleeker, 1851, conhecida pelo nome comum de atum-do-índico, é uma espécie de peixes da família Scombridae da ordem dos Perciformes. A espécie integra o grupo de espécies conhecidas pelo nome comum de atum, sendo objecto de importante pescaria comercial. A espécie tem distribuição natural no Indo-Pacífico, desde o Mar Vermelho à Nova Guiné e aos mares a sul do Japão. A IUCN considera o estado de conservação da espécie como não suficientemtente conhecido.

## Descrição
Os machos podem alcançar os 145 cm de comprimento total e os 35,9 kg de peso.
Distribui-se desde o Mar Vermelho e as costas da África Oriental até à Nova Guiné, Japão e Austrália.